# Velden am Wörther See

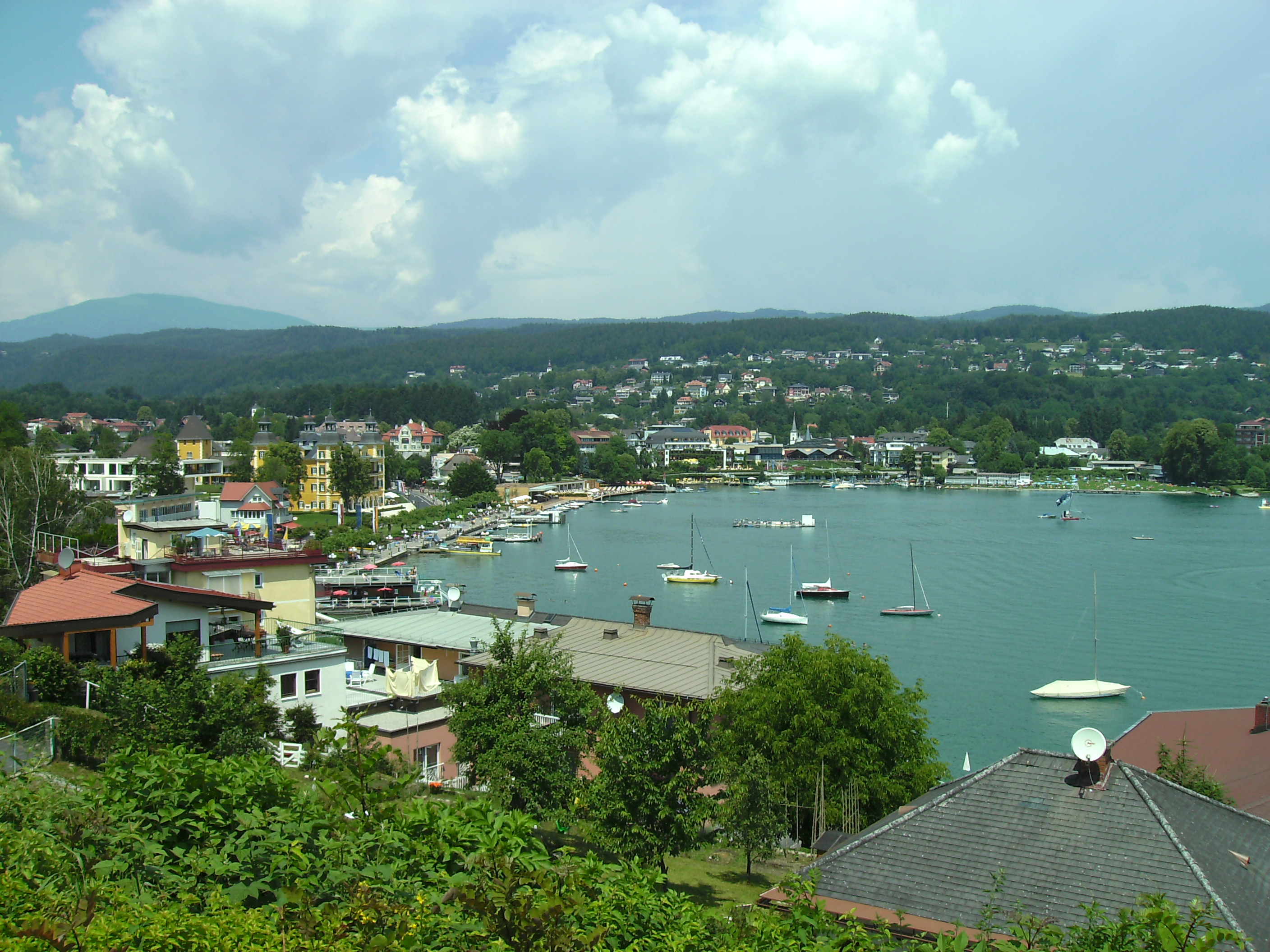
Vịnh Velden

Velden am Wörthersee (tiếng Slovenia: Vrba ob Jezeru) là một thị xã trong huyện Villach-Land ở bang của Áo Carinthia. Đô thị này nằm bên bờ hồ Wörthersee, là một trong các địa điểm nghỉ dưỡng nổi tiếng ở Áo.
Đô thị Velden cũng gồm Katastralgemeinden of Augsdorf (Loga Vas), Dieschitz (Deščice), Duel (Dole), Kerschdorf ob Velden (Črešnje), Köstenberg (Kostanje), Latschach an der Drau (Loče), Lind ob Velden (Lipa) và Sankt Egyden (Šentilj).
Theo điều tra dân số năm 2001, 2,8% dân số là người Slovenia Carinthia.

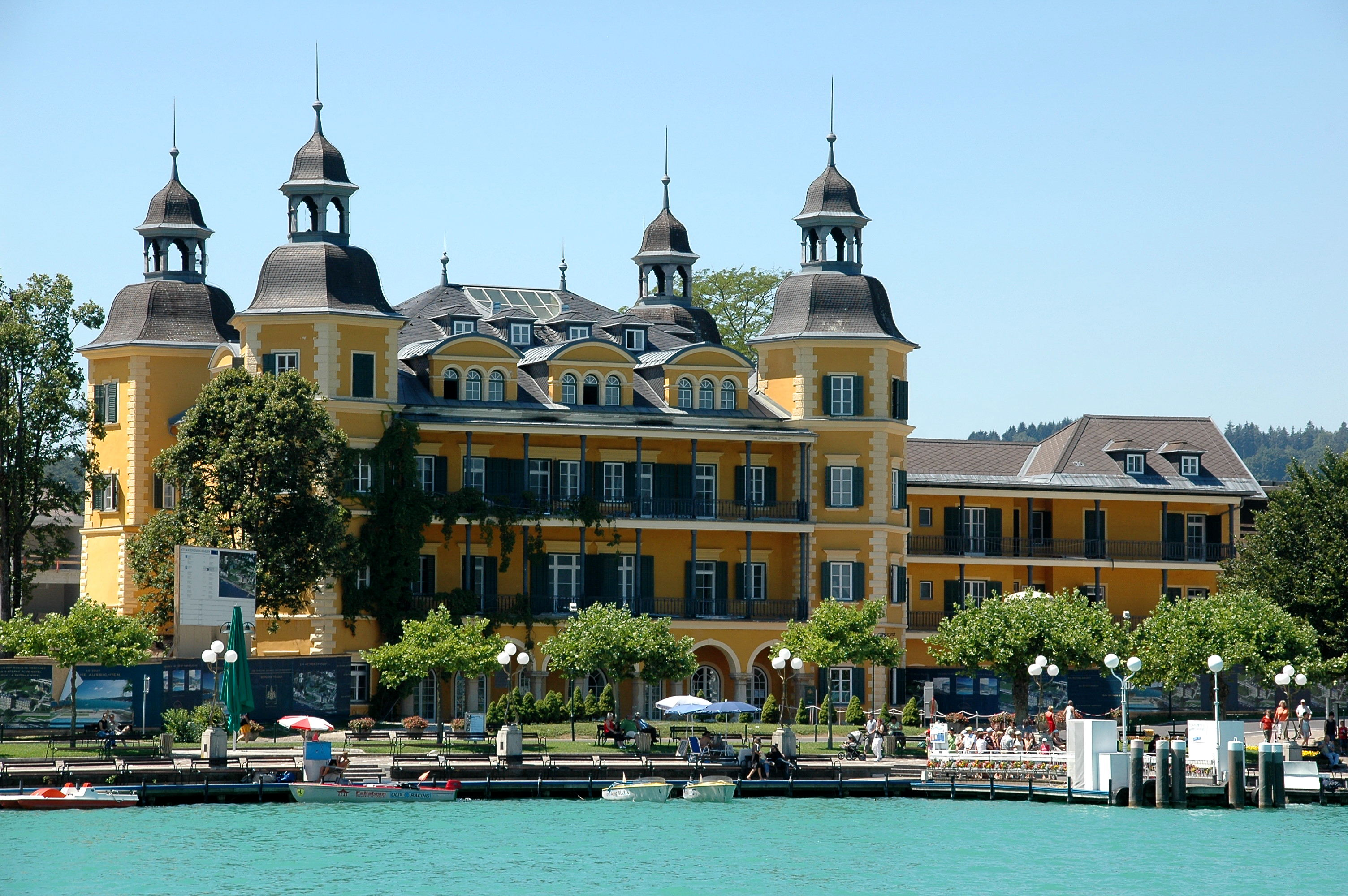
Schloss Velden

## Kết nghĩa
Velden am Wörther See kết nghĩa với:
- Bled, Slovenia, từ năm 2004
- Gemona del Friuli, Italia
- Jesolo, Italia, từ năm 2006